# Brezovica (Radovljica, Slovenija)
Brezovica je naselje u slovenskoj Općini Radovljici. Brezovica se nalazi u pokrajini Gorenjskoj i statističkoj regiji Gorenjskoj. 

## Stanovništvo
Prema popisu stanovništva iz 2002. godine naselje je imalo 139 stanovnika.